# 青丘五
青丘五（長蛇座ξ），又名CD-31 9083，HD 100407、SAO 202558、HR 4450，是長蛇座的一颗恒星，视星等为3.54，位于銀經284.08，銀緯28.13，其B1900.0坐标为赤經11h 28m 4.9s，赤緯-31° 28.13′ 15″。